# Sint-Martinuskerk (Mater)

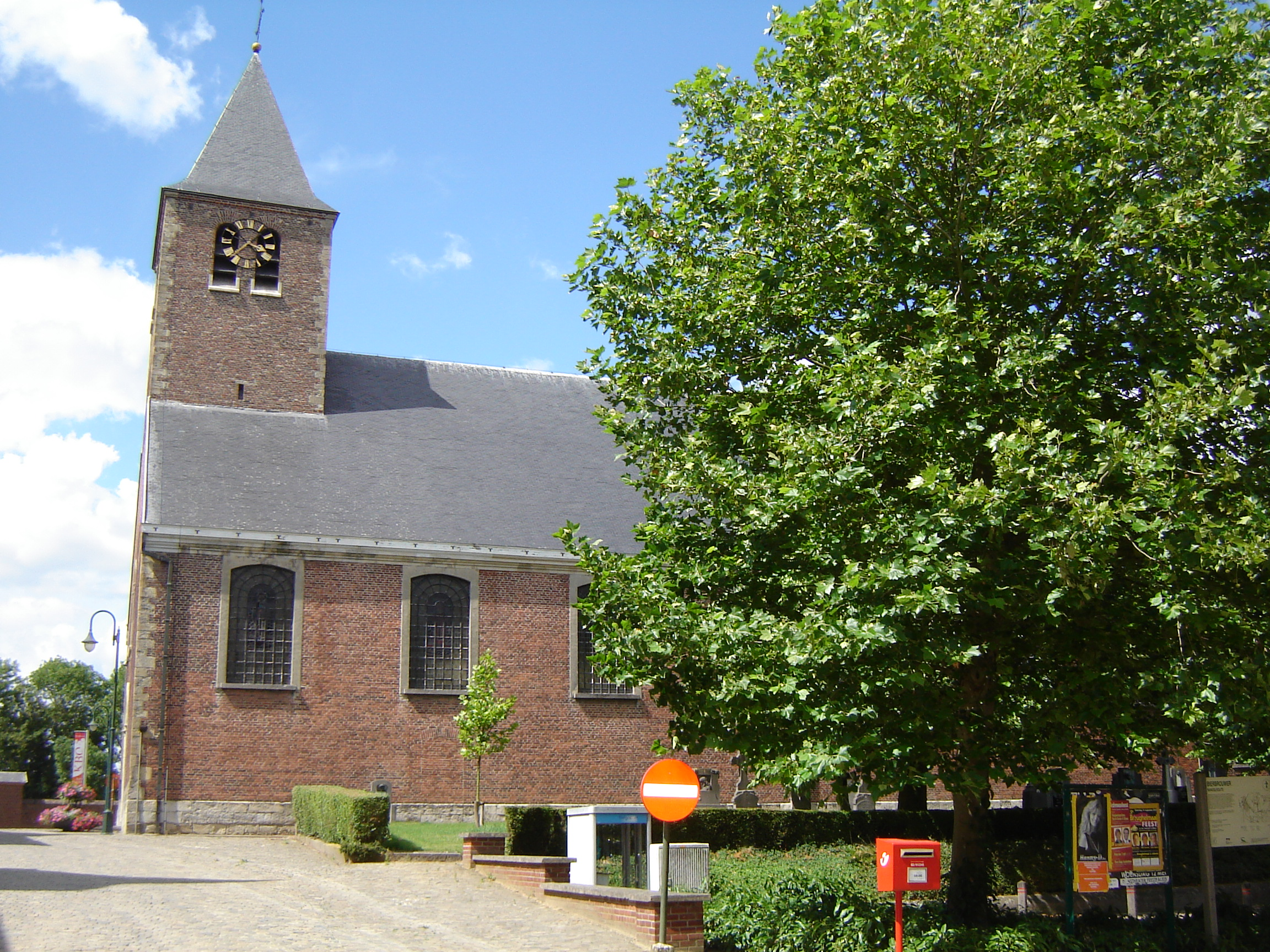
Sint-Martinuskerk

De Sint-Martinuskerk is de parochiekerk van de tot de Oost-Vlaamse gemeente Oudenaarde behorende plaats Mater, gelegen aan het Materplein.

## Geschiedenis
De eerste kerk van Mater lag op de plaats van de huidige Sint-Amelbergakapel en was wellicht een hofkapel die terug gaat tot de 6e of 8e eeuw. Een eerste vermelding van een kerk was in 998, toen het patronaatsrecht van de kerk werd geschonken aan de Sint-Pietersabdij te Gent. Uiteindelijk, al is niet bekend wanneer, werd een nieuwe kerk op de plaats van de huidige kerk gebouwd waarbij de oude kerk nog een tijdje als Sint-Amelbergakapel dienst deed om uiteindelijk gesloopt te worden.
De kerk die uiteindelijk bewaard bleef werd gebouwd in 1780-1783 naar ontwerp van L. De Villegas, bouwkundige van de Sint-Pietersabdij. De daar reeds aanwezige kerk zou aanvankelijk worden vergroot doch werd uiteindelijk geheel vervangen.

## Gebouw
Het betreft een driebeukige bakstenen kerk met classicistisch uiterlijk en neoclassicistisch interieur. De kerk heeft steekboogvensters en een ingebouwde westtoren.

## Interieur
De kerk bezit een schilderij door Simon II de Pape (1666), voorstellende Sint-Martinus als duiveluitdrijver. Er zijn een tweetal 17e-eeuwse beelden van Sint-Amelberga, waarvan één uit een vroegere wegkapel afkomstig is.
Het 18e-eeuwse hoofdaltaar is een portiekaltaar waarvan de altaartombe van 1846 en het tabernakel van 1847 werden toegevoegd. Ook de zijaltaren, toegewijd aan respectievelijk Onze-Lieve-Vrouw en Sint-Amelberga, zijn 18e-eeuws.
Het kerkmeubilair is hoofdzakelijk 19e-eeuws waarbij het orgel, van 1840, werd vervaardigd door Hippolyte Loret.